# 渡辺満里奈
渡辺 満里奈（わたなべ まりな、1970年11月18日 - ）は、日本のタレント。東京都大田区出身。女性アイドルグループ『おニャン子クラブ』の元メンバーで、会員番号は36番。
夫はお笑いトリオ・ネプチューンの名倉潤。姪は日本の女性タレントの渡辺菜花。
所属事務所はエイプリル・ミュージック（現・「CSアーティスツ」）、SMAエンタテインメントを経て、現在はソニー・ミュージックアーティスツ所属。

## 来歴・人物

### 生い立ち
東京都大田区出身。2歳上の姉と3歳下の弟がいる。満里奈という名前は、ヨット好きの父がマリーナからとって命名したという。幼少の頃、実家は「吉乃園」というラーメン店を営んでいたが、大田区立相生小学校入学の頃にラーメン店は閉店した。中学1年生の終わり頃に蒲田から池上へ転居。大田区立大森第四中学校、中延学園高等学校（現・朋優学院高等学校）卒業。

### オーディション
渡辺本人は芸能界に興味がなく、あまり乗り気ではなかったものの、母と姉から「面白いから出て見たら」と追い立てるように勧められ、1984年のミス・セブンティーンコンテスト（応募総数コンテスト史上最高18万325人）に応募する。関東地区予選で落選するものの、そこでCBS・ソニーにスカウトされ、レッスン生となる。その後はレッスン生時代に関係者から勧められて、1986年3月に『夕やけニャンニャン』（フジテレビ）のオーディション「ザ・スカウト アイドルを探せ」に参加。月曜日の登場時からとんねるずの石橋貴明から「（オーディションに落ちて）ウチの事務所来い!」と言われるなど、大いに気に入られて存在感を示し、金曜日には高得点（120点。合格は100点以上）で合格を果たした。その際、とんねるずの木梨憲武に「おニャン子はお前のものだ!持ってけ!」とまで言われた。審査員の秋元康も、「これでまた（音楽チャートの）1位が獲れる」と渡辺のタレント性を評価した。

### おニャン子クラブ時代
1986年3月27日におニャン子クラブ会員番号36番としてデビュー。おニャン子期待のホープと呼ばれデビュー早々より人気を得て、後期おニャン子クラブの主力メンバーとなった。同じ渡辺姓の渡辺美奈代とともに「Ｗ渡辺」と称され、新田恵利、福永恵規ら、初期の人気メンバー卒業後のおニャン子クラブにおいてトップクラスの人気を集めた。1987年2月に開催された初のソロ・コンサートイベントでは、日本武道館に1万人の観客が集まった。
おニャン子クラブ在籍中の1986年10月1日にEPICソニーから発売されたソロデビュー曲『深呼吸して』は、オリコン初登場1位となり、山口百恵が保持していた女性ソロ歌手のオリコン1位獲得最年少記録を更新（15歳11か月）した。この記録は『モーニング娘。』の後藤真希のソロデビュー曲『愛のバカやろう』2001年3月27日発売（15歳6か月）まで、約15年間破られなかった。以降、『ホワイトラビットからのメッセージ』『マリーナの夏』『夏休みだけのサイドシート』と4作連続でオリコンチャート1位を獲得。音楽番組『歌のトップテン』にもランクインし、中森明菜、小泉今日子、斉藤由貴、南野陽子などのトップアイドルと共にランキングを賑わせた。コラムニストの竹内義和は、女子高生のクラブ活動的コンセプトのおニャン子クラブの中で、渡辺満里奈だけが『スター誕生!』の卒業生的イメージを持っているとし、彼女ならではの"排他性"であろうと評した。

### アイドル歌手時代
おニャン子クラブ解散後も、アイドル歌手として『歌え!アイドルどーむ』（テレビ東京系）や『ジャストポップアップ』（NHK）などのアイドル番組、歌番組に出演。コンサート・ツアーも行う。当初はアイドルとして事務所の意向に沿った衣装や楽曲で出演していたが、徐々に自らの意見を加味して、自分の個性に合った曲や衣装などを表現するようになっていく。
音楽性においては、山川恵津子と岸正之の作品において頂点を迎えた。特にセカンドアルバム『EVERGREEN』は名盤とされ、アイドルポップスの金字塔との評価がある。EPICソニーは自社所属のアーティスト、LOOKの山本はるきちを渡辺の作品に起用するなど、ニューミュージック寄りの高品位なサウンドで従来のアイドルポップスと一線を画していた。同社の丸山茂雄のヴィジュアル戦略から、この時期のEPICソニーはCBS・ソニーに比べてジャケット製作費の上限が高く設定されていたと言われている。同年にデビューしたCBS・ソニーの渡辺美奈代と比較して、アートワークにも歴然とした差があった。渡辺のレコードジャケットや写真集『GREEN PAGE』の撮影に携わった写真家の大川直人は、渡辺の作品が一般的なアイドルのような撮り方にならなかったのは、大川の資質とロック志向のEPICソニーの社風がうまく共鳴した結果であろうと語った。
ロック系のレーベルであったEPICソニーにおいて、渡辺は唯一の成功したアイドルとされる。アイドル時代の渡辺は自身の音楽のルーツとして、大瀧詠一、佐野元春、杉真理の『NIAGARA TRIANGLE Vol.2』を挙げている。
1987年10月からは、夕やけニャンニャンの後番組『桃色学園都市宣言!!』の水曜日「抜弁天女学館」にレギュラー出演。1988年1月スタートの『ときめきざかり』（フジテレビ系）で連続ドラマデビューし、『志村けんのだいじょうぶだぁ』などのバラエティ番組にもゲスト出演するようになる。とんねるずの冠番組『とんねるずのみなさんのおかげです』ではコーナードラマ『仮面ノリダー』のヒロイン"マリナさん"や、人気コーナー『モジモジくん』の"おねえさん"などの役でレギュラー出演し、コメディエンヌの資質も見出された。ノリダーへの出演により、視聴者の子供達からも大人気となる。
1988年4月からはニッポン放送『渡辺満里奈 見つめてMY HEART』のパーソナリティを務め、人気番組となる。同番組終了後の1989年4月からはFMヨコハマ『風のマリーナ』のDJを勤める。
1988年7月、8月には期間限定で原宿に自身のタレントショップ"Marina"をオープン。手作りのクッキーや手書きイラストのオリジナルグッズを販売した。

### マルチタレントとして
90年代以降はバラエティ番組において、タモリ、ビートたけし、みのもんた、とんねるず、古舘伊知郎といった強烈な個性の持ち主たちと堂々と渡り合い「猛獣使い」と呼ばれた。テレビドラマ『もしも願いが叶うなら』（TBS系）では主演の中山美穂の親友役で出演するなど、女優として多くのドラマにも出演した。音楽面ではフリッパーズ・ギター・小沢健二からの作品提供やピチカート・ファイヴのアルバムへの参加など渋谷系アーティストとの連携を深めた。
2000年代からは、ファッション、旅行、健康など、趣味や自身の経験による書籍を多く出版している。特に台湾通として知られており、台湾政府交通部観光局のイメージキャラクターにも選ばれた。また、2016年現在はピラティス・メソッドの実践で健康的な体型を維持している。
2005年4月5日、テレビ朝日の番組『銭形金太郎』で共演した名倉との婚約を発表し、同年5月5日に婚姻届を提出。同年10月23日に東京プリンスホテルにて結婚披露宴を行った。司会は徳光和夫が務め、みのもんた、古舘伊知郎、秋元康、爆笑問題、原田泰造、堀内健などが出席した。
2007年12月9日、男児を出産。
結婚、出産後は、2008年から雑誌『LEE』での手芸に関する連載、2009年よりオーガニック綿を用いた子供服中心のブランド「gris-gris」の立ち上げなどの活動も行っている。また、ホメオパシーにも傾倒するようになり、講演に参加するなどしている。
2010年1月4日、第2子の妊娠を自身のブログで発表。6月24日、女児を出産。

## ディスコグラフィ

### シングル
| 枚                   | 発売日         | タイトル                                  | 収録曲 | オリコン最高位 |
| EPIC・ソニー         | EPIC・ソニー   | EPIC・ソニー                              | EPIC・ソニー | EPIC・ソニー   |
| -------------------- | -------------- | ----------------------------------------- | --- | -------------- |
| 1st                  | 1986年10月8日  | 深呼吸して                                | 1. 深呼吸して 作詞：秋元康 作曲：山本はるきち 編曲：新川博 2. クリスマスが来る前に 作詞：秋元康 作曲：岸正之 編曲：新川博 | 1位            |
| 2nd                  | 1987年1月1日   | ホワイトラビットからのメッセージ          | 1. ホワイトラビットからのメッセージ 作詞：秋元康 作曲：山川恵津子 編曲：山川恵津子 2. ジェリービーンズのロマンス 作詞：秋元康 作曲：岸正之 編曲：新川博                                                                      | 1位            |
| 3rd                  | 1987年4月8日   | マリーナの夏                              | 1. マリーナの夏 作詞：秋元康 作曲：岸正之 編曲：新川博 2. トロピカル・ジュース 作詞：秋元康 作曲：山川恵津子 編曲：山川恵津子                                                                                                | 1位            |
| 4th                  | 1987年7月15日  | 夏休みだけのサイドシート                  | 1. 夏休みだけのサイドシート 作詞：麻生圭子 作曲：山本はるきち 編曲：山川恵津子 2. プライベート・サマー 作詞：沢ちひろ 作曲：山川恵津子 編曲：山川恵津子                                                                      | 1位            |
| 5th                  | 1987年11月11日 | ちいさなBreakin' my heart                 | 1. ちいさなBreakin' my heart 作詞：大江千里 作曲：大江千里 編曲：清水信之 2. 二人の少年 作詞：沢ちひろ 作曲：岸正之 編曲：西平彰                                                                                             | 5位            |
| 6th                  | 1988年3月12日  | 見つめてあげたい                          | 1. 見つめてあげたい 作詞：川村真澄 作曲：山川恵津子 編曲：山川恵津子 2. 白いアドレス 作詞：下鳥良浩 作曲：山川恵津子 編曲：山川恵津子                                                                                        | 13位           |
| 7th                  | 1988年6月22日  | 夏の短編                                  | 1. 夏の短編 作詞：真名杏樹 作曲：岸正之 編曲：武部聡志 2. 恋するJellyと7月 作詞：真名杏樹 作曲：佐藤健 編曲：西平彰 | 9位            |
| 8th                  | 1988年10月21日 | もう夢からさめないで                      | 1. もう夢からさめないで 作詞：あさくらせいら 作曲：山口美央子 編曲：山川恵津子 2. こんなふうに歌えたら 作詞：沢ちひろ 作曲：柴矢俊彦 編曲：井上鑑                                                                            | 9位            |
| EPIC/SONY RECORDS    |                |                                           | |                |
| 9th                  | 1989年3月1日   | カレンダー                                | 1. カレンダー 作詞：吉元由美 作曲：岸正之 編曲：武部聡志 2. 素敵なSaison 作詞：吉元由美 作曲：山川恵津子 編曲：山川恵津子 | 11位           |
| 10th                 | 1989年7月21日  | 虹の少年                                  | 1. 虹の少年 作詞：川村真澄 作曲：外間隆史 編曲：清水信之 2. Don't Kiss me goodbye 作詞：川村真澄 作曲：山口美央子 編曲：清水信之                                                                                             | 18位           |
| 11th                 | 1989年11月22日 | 胸がいっぱい                              | 1. 胸がいっぱい 作詞：戸沢暢美 作曲：鈴木祥子 編曲：清水信之 コーラスアレンジ：佐橋佳幸 2. 100年分のGLORY 作詞：原真弓 作曲：山川恵津子 編曲：山川恵津子                                                                     | 31位           |
| 12th                 | 1990年4月8日   | 新しい気持ち                              | 1. 新しい気持ち 作詞：戸沢暢美 作曲：上田知華 編曲：清水信之 2. かわってゆく 作詞：芹沢類 作曲：上田知華 編曲：清水信之 | 26位           |
| 13th                 | 1990年7月1日   | 大好きなシャツ (1990旅行作戦)             | 1. 大好きなシャツ (1990旅行作戦) 作詞：Double K.O.Corporation 作曲：Double K.O.Corporation 編曲：Double K.O.Corporation 2. BE WITH YOU 作詞：渡辺満里奈 作曲：MAYUMI 編曲：新川博                                            | 31位           |
| 14th                 | 1991年8月1日   | 幸せの輪郭                                | 1. 幸せの輪郭 作詞：工藤順子 作曲：橋本晶子 編曲：松本晃彦 2. 今だけのLove Song 作詞：工藤順子・渡辺満里奈 作曲：橋本晶子 編曲：松本晃彦                                                                                     | 53位           |
| Epic/Sony Records    |                |                                           | |                |
| 15th                 | 1992年5月21日  | バースデイ ボーイ                         | 1. 夜と日時計 作詞：小沢健二 作曲：小沢健二 編曲：小沢健二 2. バースデイ ボーイ 作詞：小沢健二 作曲：小沢健二 編曲：小沢健二 3. バースデイ ボーイ カラオケ 4. バースデイ ビット 作詞：小沢健二 作曲：小沢健二 編曲：小沢健二 | 80位           |
| Oo Records ⁄ Yoo-Loo |                |                                           | |                |
| 16th                 | 1995年2月22日  | うれしい予感/針切じいさんのロケン・ロール | 1. うれしい予感 作詞：さくらももこ 作曲：大瀧詠一 編曲：CHELSEA コーラスアレンジ：山下達郎 2. 針切じいさんのロケン・ロール (植木等) 作詞：SHEB WOOLEY 作曲：SHEB WOOLEY 編曲：RINKY O'HEN                                    | 30位           |

### デュエット・シングル
| 名義                 | 発売日         | タイトル       | 収録曲                                                                                                | オリコン最高位 |
| Sony Records         | Sony Records   | Sony Records   | Sony Records                                                                                          | Sony Records   |
| -------------------- | -------------- | -------------- | --- | -------------- |
| 渡辺満里奈・鈴木蘭々 | 1997年10月22日 | 太陽とハナウタ | 1. 太陽とハナウタ 作詞：森浩美 作曲：渡辺未来 編曲：CHOKKAKU 2. 太陽とハナウタ (オリジナル・カラオケ) | 35位           |

### アルバム

#### オリジナル・アルバム
| 枚                | 発売日         | タイトル         | オリコン最高位 |
| EPIC・ソニー      | EPIC・ソニー   | EPIC・ソニー     | EPIC・ソニー   |
| ----------------- | -------------- | ---------------- | -------------- |
| 1st               | 1987年2月26日  | MARINA           | 1位            |
| 2nd               | 1987年9月2日   | EVERGREEN        | 5位            |
| 3rd               | 1988年7月21日  | SUNNY SIDE       | 13位           |
| EPIC/SONY RECORDS |                |                  |                |
| 4th               | 1989年4月7日   | MISS             | 8位            |
| 5th               | 1989年12月15日 | TWO OF US        | 26位           |
| 6th               | 1990年7月21日  | a piece of cake! | 32位           |
| 7th               | 1991年8月1日   | mood moonish     | 31位           |

#### ミニ・アルバム
| 枚                   | 発売日        | タイトル        | オリコン最高位 |
| EPIC・ソニー         | EPIC・ソニー  | EPIC・ソニー    | EPIC・ソニー   |
| -------------------- | ------------- | --------------- | -------------- |
| 1st                  | 1987年12月9日 | CHRISTMAS TALES | 7位            |
| Oo Records ⁄ Yoo-Loo |               |                 |                |
| 2nd                  | 1996年3月21日 | Ring-a-Bell     | 37位           |

#### ベスト・アルバム
| 枚                           | 発売日         | タイトル                      | オリコン最高位 |
| EPIC・ソニー                 | EPIC・ソニー   | EPIC・ソニー                  | EPIC・ソニー   |
| ---------------------------- | -------------- | ----------------------------- | -------------- |
| 1st                          | 1988年4月1日   | DIARY                         | 10位           |
| EPIC/SONY RECORDS            |                |                               |                |
| 2nd                          | 1990年11月18日 | FUNNY FACE                    | 36位           |
| Sony Music Entertainment     |                |                               |                |
| 3rd                          | 1997年7月21日  | 渡辺満里奈 ベストコレクション |                |
| Sony Music Direct ⁄ GT music |                |                               |                |
| 4th                          | 2010年4月28日  | GOLDEN☆BEST 渡辺満里奈        |                |
| 5th                          | 2017年9月20日  | MY FAVOURITE POP              | 67位           |

#### 合同ベスト・アルバム
| 枚                           | 発売日                       | タイトル                                                               | 備考                                                                                        | オリコン最高位               |
| Sony Music Direct ⁄ GT music | Sony Music Direct ⁄ GT music | Sony Music Direct ⁄ GT music                                           | Sony Music Direct ⁄ GT music                                                                | Sony Music Direct ⁄ GT music |
| ---------------------------- | ---------------------------- | ---------------------------------------------------------------------- | ------------------------------------------------------------------------------------------- | ---------------------------- |
| 5th                          | 2010年4月28日                | GOLDEN☆BEST 河合その子・国生さゆり・城之内早苗・渡辺美奈代・渡辺満里奈 | 当時、CBSソニーに在籍していたおニャン子クラブのメンバーのソロ楽曲を収録したベストアルバム。 |                              |

#### 参加アルバム
| 発売日         | タイトル                                               | 楽曲                                                    | 備考                                                     | 発売元                     |
| -------------- | ------------------------------------------------------ | ------------------------------------------------------- | -------------------------------------------------------- | -------------------------- |
| 1991年10月25日 | エキゾチカ慕情                                         | 「KISSING FISH!」                                       | オムニバスアルバム。 ヴォーカル参加。                    | EPIC/SONY RECORDS          |
| 1993年9月9日   | はっぴいえんどに捧ぐ                                   | 「空いろのくれよん」                                    | はっぴいえんどのトリビュートアルバム。                   | Sony Records               |
| 2017年5月3日   | 野宮真貴、ヴァカンス渋谷系を歌う。～Wonderful Summer～ | 「大好きなシャツ(1990旅行作戦) [Duet with 渡辺満里奈]」 | セルフ・カバーで参加。野宮真貴とのデュエット。           | ユニバーサルミュージック   |
| 2023年9月20日  | NEO STANDARD                                           | 「Run Or Hide」                                         | Night Tempoのメジャーセカンドアルバム。 ヴォーカル参加。 | ビクターエンタテインメント |

### 映像作品
| 枚                | 発売日          | タイトル                                 |
| EPIC・ソニー      | EPIC・ソニー    | EPIC・ソニー                             |
| ----------------- | --------------- | ---------------------------------------- |
| 1st               | 1988年5月28日   | 1988 春、満里奈。                        |
| 2nd               | [1988年10月21日 | もう夢からさめないで                     |
| 3rd               | 1988年11月21日  | photograph                               |
| EPIC/SONY RECORDS |                 |                                          |
| 4th               | 1990年3月21日   | 新しい気持ち 〜My only true love story〜 |
| 5th               | 1990年9月21日   | 大好きなシャツ (1990旅行作戦)            |

### CD / DVD-BOX
| 枚                           | 発売日                       | タイトル                     | オリコン最高位               |
| Sony Music Direct ⁄ GT music | Sony Music Direct ⁄ GT music | Sony Music Direct ⁄ GT music | Sony Music Direct ⁄ GT music |
| ---------------------------- | ---------------------------- | ---------------------------- | ---------------------------- |
| 1st                          | 2006年12月21日               | MARINA WATANABE ALL IN ONE   |                              |

### タイアップ曲
| 楽曲                          | タイアップ                                               | 収録作品                                              |
| ----------------------------- | -------------------------------------------------------- | ----------------------------------------------------- |
| 夏からのプレゼント            | NHK『みんなのうた』(1990年6月・7月に放送)                | CD / DVD-BOX『MARINA WATANABE ALL IN ONE』            |
| 大好きなシャツ (1990旅行作戦) | 劇場版『YAWARA! それゆけ腰ぬけキッズ!!』主題歌           | シングル「大好きなシャツ (1990旅行作戦)」             |
| うれしい予感                  | フジテレビ系アニメ『ちびまる子ちゃん』オープニングテーマ | シングル「うれしい予感/針切じいさんのロケン・ロール」 |
| 約束の場所まで                | ブルボン「フルーツデザート」CMソング                     | ミニアルバム『Ring-a-Bell』                           |
| 太陽とハナウタ                | TBS系『どうぶつ奇想天外!』エンディングテーマ             | シングル「太陽とハナウタ」                            |

## 出演

### テレビ
現在の出演番組
- 趣味の園芸 やさいの時間（2016年4月 - 、NHK Eテレ）2016年度は菜園ビギナーチームを担当。2017年度は隔週で満里奈の毎日プランターに出演[40]。
- 呼び出し先生タナカ（フジテレビ）
- くりぃむクイズ ミラクル9（テレビ朝日）不定期出演

過去の出演番組
- 夕やけニャンニャン（1986年 - 1987年、フジテレビ）
- 桃色学園都市宣言!!（水曜日）「抜弁天女学園」（1987年 - 1988年、フジテレビ）
- とんねるずのみなさんのおかげです（1988年ほか、フジテレビ） (番組内コーナーの「モジモジ君」にレギュラー出演。他、数々のコント・企画に参加)
- 平成教育委員会（フジテレビ）
- ジャングルTV 〜タモリの法則〜（1994年6月14日 - 1997年9月、毎日放送・TBS系列）
- どうぶつ奇想天外!（1995年4月22日 - 2007年9月16日、TBS）
- おしゃれカンケイ（1997年 - 2005年、日本テレビ）
- たけしの誰でもピカソ（1997年 - 2009年、テレビ東京）
- 学校へ行こう!（1997年10月 - 2005年3月、TBS） ⇒ 学校へ行こう!MAX（2005年4月 - 2008年9月、TBS）
- 銭形金太郎（2002年10月 - 2005年5月、結婚のため途中降板。テレビ朝日）
- すき!地球（2008年10月 - 2009年9月、フジテレビ） - ナレーション
- 情報プレゼンター とくダネ!（2009年3月 - 2017年3月、フジテレビ） - 火曜日コメンテーター
- 大人ドリル（2009年4月 - 2014年度以降不定期、NHK） - 毎月月末/木曜日 ⇒ 日曜日 - 加藤浩次と共に進行
- 地球イチバン（2011年10月27日 - 2012年3月、NHK） - MC
- 健康カプセル!ゲンキの時間（2012年4月1日 - 2019年3月31日、CBC） - 三宅裕司と共に司会
- ピーターラビットからの贈り物（2012年5月、NHK BSプレミアム）
- 世界の日本人妻は見た!（2013年4月 - 2017年9月、毎日放送）

他多数

### テレビドラマ
- 月曜ドラマランド（フジテレビ）
  - 看護婦アカデミー（1987年3月8日） - 主演・かおる 役
  - おさな妻! ママはあぶない17才!!（1987年7月20日） - 主演・忍 役
- 恋はハイホー! その4（1987年10月、日本テレビ）
- ときめきざかり（1988年1月14日 - 3月24日、フジテレビ）
- 土曜ドラマ（日本テレビ）
  - 新婚物語（1988年10月8日 - 1989年1月28日）
  - 歓迎!ダンジキ御一行様（2001年10月20日 - 12月15日） - 一之瀬桐子 役
- 木曜劇場 過ぎし日のセレナーデ（1989年10月19日 - 1990年3月22日、フジテレビ） - 石山美穂 役
- 土曜グランド劇場 あの夏に抱かれたい（1989年9月2日 - 30日、日本テレビ）
- Y殺人事件-湯けむりスキーと女子大生!?-（1990年3月29日、TBS） - 不破菜摘 役
  - Hは謎のイニシャル -H殺人事件-（1991年3月29日）
- 予備校ブギ（1990年4月20日 - 7月6日、TBS） - 堀川めぐみ 役
- ごきげんよう!横断歩道でつかまえて（1990年6月30日）
- 世にも奇妙な物語（1990年 - 1992年、フジテレビ系）
  - 「時のないホテル」（1990年） - 遠野遥 役
  - 「息子帰る」（1991年）
  - 「顔色」（1992年） - 白石八重子 役
- ドラマチック22 絶唱（1990年12月22日、TBS） - 主演
- 忠臣蔵（1990年12月26日、TBS）
- 女正月（1991年1月7日、TBS）
- 泥だらけの純情（1991年3月16日、TBS） - 真美 役
- 世にも不思議な怖い話 #2 幽霊旅館（1991年6月25日、テレビ朝日）
- 愛と憎しみのキャッチホン（1991年7月20日、フジテレビ系）
- 初恋の殺人者（1991年7月26日、フジテレビ）
- あっかんベーゼ 第3話 婚前旅行（1991年9月21日、日本テレビ）
- Yuming Drama Books Vol.3 ノーサイド（1991年10月11日、フジテレビ系）
- ギミア・ぶれいく怪奇ドラマ #2 UFOはXマスに墜ちる（1991年12月24日、TBS）
- 悪女（1992年4月18日 - 6月27日、よみうりテレビ） - 木村美佐子 役
- 昨日の私にサヨナラを（1992年8月9日 - 9月27日、テレビ東京） - 主演・輪子 役
- 危険な微笑（1992年10月02日、TBS）
- ネオドラマ フーライ嬢 日向子（1992年10月26日 - 29日、4日連続、テレビ朝日） - 主演
- 柴門ふみセレクション さみしい同盟　好きな男はユズれない（1992年11月9日、TBS） - 主演
- お茶の間（1993年1月9日 - 3月20日、よみうりテレビ） - 主演・塚原苑子 役
- 東芝日曜劇場 課長サンの厄年（1993年7月4日 - 10月3日、TBS） - 川島幸江 役
  - 課長さんの厄年スペシャル（1994年4月3日、TBS）
- 新幹線物語'93夏（1993年7月6日 - 9月21日、TBS）
- 泣きたい夜もある 第20回「君と僕のために」（1993年8月22日、TBS系） - 主演
- 阿部由美子の誕生日（1994年1月1日、フジテレビ）
- もしも願いが叶うなら（1994年1月7日 - 3月25日、TBS） - 大島香久子 役
  - もしも願いが叶うならスペシャル（1995年3月31日）
- 君に伝えたい「第一話 女×5<=あいつ」（1994年4月3日、TBS系） - 水上玲子 役
- 鬼ユリ校長、走る!（1994年10月16日 - 30日、3週連続、フジテレビ系）
  - 鬼ユリ校長、走る!お母さんしかってよ（1995年4月16日）
  - 鬼ユリ校長、走る!ぼく死ねないんだ!（1995年4月23日）
  - 鬼ユリ校長、走る!がんばれじいちゃん（1996年1月21日）
  - 鬼ユリ校長、走る!ボクには秘密がある（1996年4月21日）
- 双頭の悪魔（1994年11月21日 - 26日、5日連続、WOWOW）
- 敷二礼二（1994年、TBS）
- カミさんの悪口2（1995年1月8日 - 3月26日、TBS） - 大野真琴 役
- 日本一短い「母」への手紙・第3話「帰郷」（1995年4月1日）
- 事件3 死刑を求刑された女!（1995年6月24日、テレビ朝日）
- パパ・サヴァイバル（1995年7月2日 - 9月24日、TBS)
- ざけんなヨ!!9 第2話「お産はギャンブルじゃない」（1995年10月27日、フジテレビ） - 川村優子 役
- Dear ウーマン（1996年10月13日 - 12月22日、TBS） - 真田美和 役
  - Dearウーマンスペシャル（1997年4月6日）
- ピーチな関係（1999年10月11日 - 12月13日、日本テレビ） - 桜木里佳子 役
- FACE〜見知らぬ恋人〜（2001年1月10日 - 3月7日、日本テレビ） - 平野由花 役
- 鉄道員-ぽっぽや-青春編（2002年1月1日、テレビ朝日）
- 人にやさしく 第8話（2002年2月25日、フジテレビ系） - スポーツメーカーの担当者 役
- スープカレー（2012年4月13日 - 6月29日、HBC・TBS系） - 羽野みのり 役
- ひねくれ女のボッチ飯 第5話（2021年7月23日、テレビ東京） - お母さん 役

### 映画
- 課長島耕作（1992年） - 田代友紀  役
- 好きっていいなよ。（2014年） - 橘夏子 役
- OUT（2023年） - 伊丹静香 役[41][42]

### 吹き替え
- きかんしゃトーマス 魔法の線路（2000年） - レディー（初代）役
- あなたをずっとあいしてる（2015年） - トロンのお母さん 役[43]

### CM
- 森永乳業 エスキモー 板チョコモナカ（1988年）
- 森永乳業 エスキモー Pino
- スズタン（1989年）
- リコー 解決リコーマン（1990年）
- サンキスト しぼってゼリー（1990年）
- ライオン プレーン&リッチ
- ライオン エチケットライオン
- ライオン ページワン（1991年）
- 片岡物産 アストリア スティックコーヒー（1993年）
- 北海道夕張市 石炭の歴史村（1993年）
- キングジム テプラ（1995年）
- ブルボン フルーツデザート（1995年）
- ブルボン PILBO（ポテトチップス）
- ブルボン PICKLE（ピックル）（1995年）
- 日清食品 カップラーメン JAPON（1995年）[44]
- 大塚製薬 ワナナイト（1994年 - 1996年）
- 北海道拓殖銀行（1995年 - 1996年）
- 花王 エッセンシャル ダメージケア（1995年 - 1996年）
- ブルボン ブルボンデザート
- ブルボン フルーツゼリー（1996年夏）
- ブルボン ピックルEX（1996年）
- 日産自動車 セフィーロ（1995年）
- キリンビール 春咲き生ビール（1996年）
- キングジム たいこバン!（1997年）
- 賃貸住宅ニュース 週刊CHINTAI（1996年 - 1998年）
- 京阪電気鉄道（1997年 - 1998年）※関西ローカル。
- ハウス食品 イタリア厨房（1998年 - 1999年）
- チョーヤ梅酒 紀州（2000年 - 2001年）
- 東京三菱銀行 MAIN BANK（2001年）
- 資生堂 フェルゼア（2001年 - 2005年）
- 資生堂 AQUALABEL / アクアレーベル（2006年）※ ムーミンの登場人物、ミイと共演。
- フィットネスクラブ ティップネス イメージキャラクター（2003年 - 2005年）
- TOTO（2002年 - 2005年）
- 関西電力 関電SOS / ケイ・オプティコム（2006年）※関西ローカル。
- 大塚チルド食品 野菜の戦士（2007年 - 2009年）※名倉潤との夫婦初共演CM。
- 花王 スタイルフィット（2008年 - 2010年）
- カルピス ウェルチ・グレープ（2009年 - 2011年）
- 三井不動産 ららぽーと （2011年 - 2013年）
- 花王 ビオレu（2011年）
- ダノンジャパン ダノン ビオ（2012年 - 2013年）
- ABCマート（2012年 - 2013年）
- サントリー 伊右衛門（2013年 - 2014年）※名倉潤と共演（「名倉夫妻の実感篇」）
- カネボウ化粧品 suisaiプレミオリティ・モイストフォースローション（2014年）
- ロート製薬 50の恵・髪ふんわりボリューム育毛剤（2024年）

### ラジオ
- Teens'ブリブリCLUB（1988年10月 - 1989年10月、文化放送）

『お遊びジョーズ』内の月 - 金22時10分頃から約10分の帯番組、初期は小沢なつきと、後期は今井麻起子とコンビで担当。味の素一社提供。
- おニャン子のアブない夜だよ（1987年4月 - 10月、ニッポン放送）

『三宅裕司のヤングパラダイス』内の月 - 木、約10分の帯番組を生稲晃子とコンビで担当。
- おちゃめな夜だよいたずらレモン（1987年10月 - 12月、ニッポン放送）

『おニャン子のアブない夜だよ』の後継番組。真弓倫子、仁藤優子と3人で担当。
- 渡辺満里奈 見つめてMY HEART（1988年4月 - 1989年4月、毎週日曜21:30 - 22:00、ニッポン放送）
- オールナイトニッポン MUSIC10 木曜日（ニッポン放送、2018年1月 - ）
- 出光 ENERGY STATION MARIA IN MOTION（TOKYO FM）
- ヒッツインモーション（TOKYO FM）
- TIPNESS presents 渡辺満里奈 BOO-STAR Rocket -fit for life-（TOKYO FM、2004年4月 - 12月）
- 渡辺満里奈のおきらくアワー（JFN）
- Across The View 月曜日（J-WAVE）
- 風のマリーナ（1989年4月 - 1992年3月、毎週月曜19:30 - 20:00、FMヨコハマ）
- DON'T TOUCH COOKIES（1992年4月 - 9月、毎週月曜19:30 - 20:00、FMヨコハマ）

### ミュージック・ビデオ
- マシマロ（奥田民生）
- SUN SUN SUN'95（ウルフルズ）
- ゲームボーイズ（スチャダラパー）

### その他
- ピーターラビットからの贈り物（2012年5月、NHK BSプレミアム）

## 著書
- ことづてー新しい気持ち（1990年4月、CBS・ソニー）
- まりなの魂（1996年3月、角川書店）※『月刊カドカワ』の連載エッセイをまとめたもの。
- 満里奈の旅ぶくれ ―たわわ台湾―（2000年7月、新潮社）
- 甘露なごほうび（2003年8月、マガジンハウス）
- 甘露なごほうび2（2005年10月、マガジンハウス）
- ピラティス道（2005年10月、マガジンハウス）
- これが私の十月十日 妊婦道（2008年3月、ソニー・マガジンズ）
- ありがとう ターブゥ（絵本）（2008年3月、ソニー・マガジンズ）※絵：おおつかけいり（大塚圭里）
- はじめてのこそだて 育自道（2009年4月、ソニー・マガジンズ）
- ごめんね ターブゥ（絵本）（2009年4月、ソニー・マガジンズ）※絵：おおつかけいり
- おかえり ターブゥ（絵本）（2010年12月、ソニー・ミュージックソリューションズ）※絵：おおつかけいり
- nuuamu手帖（2011年10月、集英社）※『LEE』の連載エッセイをまとめたもの。
- 不機嫌ばかりな私たち（2025年5月、講談社）

## 写真集
- Green Page（1987年8月、CBS・ソニー）
- ONE DAY（1988年5月、フジテレビ）
- NOTEBOOK（1989年3月、集英社）
- hello,hello [TYO tiny pictures 003]（1991年1月、CBS・ソニー）

## DVD
- ピラティス道（2006年5月16日、ポニーキャニオン）

※歌手活動による作品は省略。